# Ключове (Херсонська область)
Ключове — село, що існувало в Херсонській області України до 1950 року.

## Географія
Було розташоване на лівому березі річки Дніпро, на декілька кілометрів нижче за течією від центру м. Каховка.

## Історія
Село було засноване в 1891 році. За розповідями, село дістало назву Ключове за кришталево-чисті джерела, що б'ють з-під землі і впадають в Дніпро.
7 (20) листопада 1917 року, відповідно до Третього Універсалу Української Центральної Ради, увійшло до складу Української Народної Республіки.
Нині на його місці знаходиться місто Нова Каховка, яке було засноване в 1950 році, одночасно з будівництвом Каховської ГЕС, як селище будівельників гідроелектростанції.

### Цікаві дані
- У парку ім. Фалдзинського міста Нова Каховка ростуть три платани, вік яких більше 100 років.  Хто і за яких обставин посадив рідкісні для цих місць дерева — залишається невідомим.
- Також в місті є нещодавно встановлена пам'ятна дошка, на якій написано, що село було засноване поселенцями французько-швейцарської колонії Шабо, які облаштувалися в 20-х роках XIX століття в околицях Аккермана.[2]Але достовірні джерела підтвердження цього факту відсутні.[3]
- Виноробницьке село Шабо існує в Одеській області. Аналогічне виробництво вин і коньяків існує на винзаводі «Таврія», розташованому в межах Нової Каховки і заснованому в 1889 році